# Субботин, Виктор Владимирович
Виктор Владимирович Субботин (27 октября 1952 — 29 августа 2021) — заместитель генерального директора ОАО «Холдинговая компания „Сухой“» по программам гражданской авиации с 2009 года. В 2004—2009 годах был генеральным директором ЗАО «Гражданские самолёты Сухого» (ГСС). Возглавил компанию в связи с активизацией проекта создания регионального самолёта Sukhoi Superjet 100, под его руководством были получены первые заказы и совершен первый полёт этого самолёта.

## Биография и карьера
Виктор Владимирович Субботин родился в 1952 году. Работал конструктором в «ОКБ Сухого». Затем перешёл в ЗАО «Гражданские самолёты Сухого» (ГСС), образованное в 2000 году в рамках того же авиахолдинга — ОАО «Компания „Сухой“, и в должности заместителя директора ГСС возглавлял программу создания гражданских самолётов „ОКБ Сухого“ RRJ (Russian Regional Jet). Проект RRJ был включён в федеральную программу „Развитие гражданской авиатехники России на 2002—2010 годы и на период до 2015 года“.
В ноябре 2004 года Субботин был назначен генеральным директором ЗАО „Гражданские самолёты Сухого“. На этом посту он сменил Андрея Ильина, возглавлявшего ГСС более четырёх лет. По данным СМИ, назначение Субботина было продиктовано необходимостью активизировать работу над семейством региональных самолетов RRJ — главным проектом ГСС. В прессе также отмечали, что Субботину будет легче налаживать производство нового самолёта, поскольку именно он занимался дизайнерской работой по RRJ. По данным самой компании, распространённым в начале 2005 года, первый полет RRJ был намечен на сентябрь 2007 года, а в ноябре 2008 самолет предполагалась его сдача в эксплуатацию .
В декабре 2005 года ОАО «Аэрофлот» и возглавляемое Субботиным ЗАО «Гражданские самолёты Сухого» подписали контракт на поставку 30 самолетов RRJ. Данный проект, по оценке аналитиков, стал одной из крупнейших авиастроительных программ в области гражданской авиации в России. В сентябре 2006 года ОАО «Аэрофлот — российские авиалинии» перечислило ГСС авансовый платёж в размере 15 миллионов 734 тысяч долларов США за поставку ближнемагистральных самолётов RRJ.
В мае 2006 года Субботин заявил о том, что до конца года итальянская корпорация «Alenia Aeronautica» приобретёт блокирующий пакет акций (25 процентов акций + одна акция) в компании «Гражданские самолёты Сухого». Поскольку российское законодательство не разрешает иностранным компаниям владеть более чем 25 процентами акций подобных предприятий, то вопрос, по данным СМИ, решался на уровне президента России. В августе 2006 года стало известно, что сделка состоялась и «Alenia Aeronautica» стала миноритарным акционером ГСС (по другим данным, «Alenia Aeronautica» стала владелицей 25 процентов акций российской компании, получив при этом место в совете директоров). СМИ указывали, что итальянская корпорация намерена инвестировать в российский концерн 200—250 миллионов долларов и рассчитывает получить часть субподрядных работ в проекте. Также она планирует, что при создании нового самолёта будут использованы турбовинтовые двигатели «Alenia».
Летом 2006 года на выставке Фарнборо RRJ получил окончательное название — Sukhoi Superjet 100. Новый самолёт был представлен публике в сентябре 2007 года, а первый свой полет совершил в мае 2008 года. Окончание сертификации и поставки нового лайнера заказчиком проходили уже без непосредственного руководства Субботина, но под его кураторством. Сначала его должность была переименована, он стал президентом ГСС,, а в июле 2009 года вместо Субботина этот пост занял Владимир Сергеевич Присяжнюк. Сам же Субботин стал заместителем генерального директора ОАО «Холдинговая компания „Сухой“» Михаила Аслановича Погосяна по программам гражданской авиации.
Заслуженный конструктор РФ.